# Józef Klebba

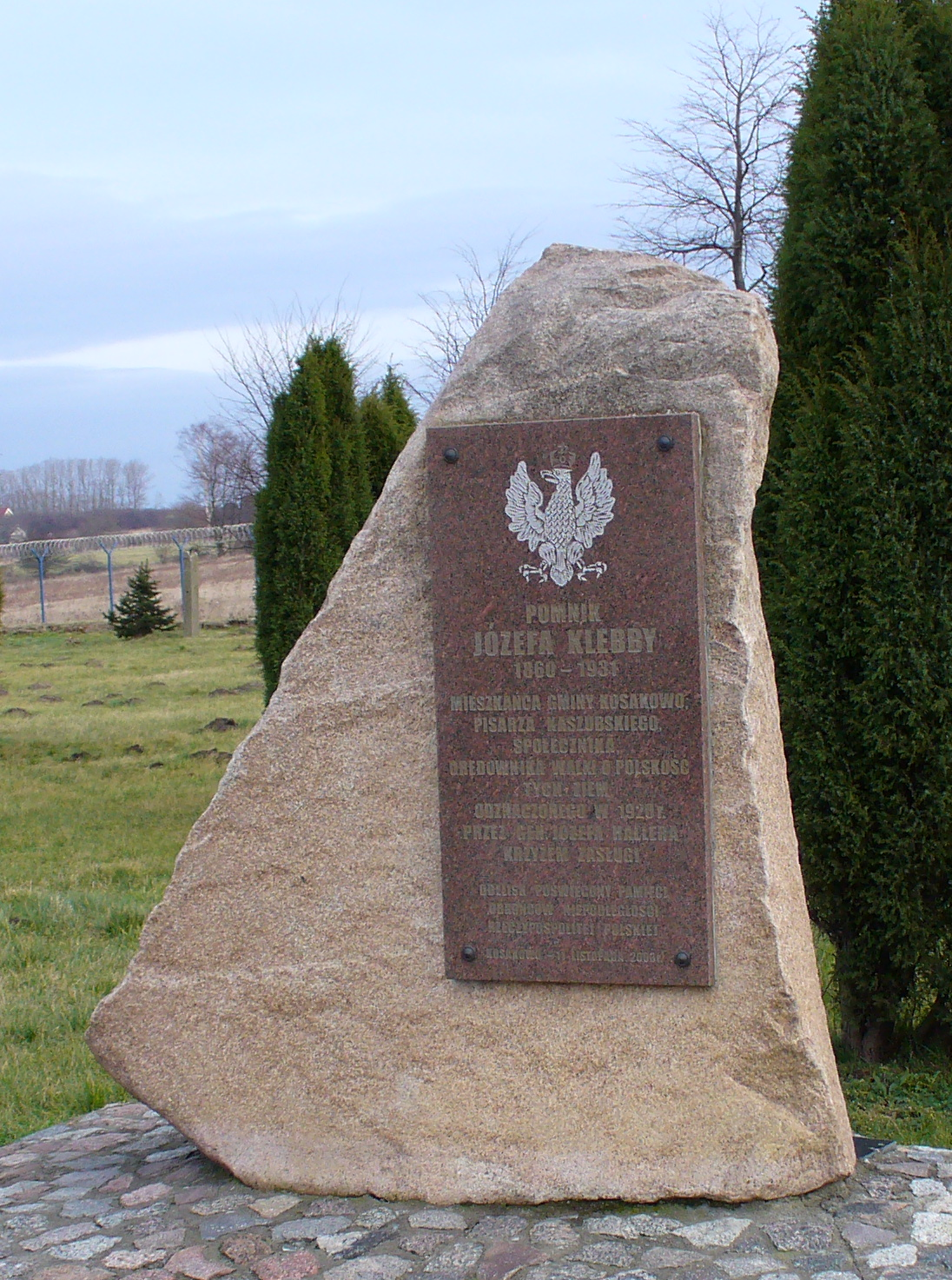
Pomnik Józefa Klebby w Kosakowie

Józef Klebba (ur. 24 grudnia 1860 w Żelistrzewie, zm. 31 maja 1931 w Kosakowie) – kowal, polski działacz społeczny i kulturalny, kaszubski poeta i pisarz.
Uczestnik strajku szkolnego w zaborze pruskim, założyciel Polskiego Związku Śpiewaczego i Związku Ludowego. W 1913 pomagał Aleksandrowi Majkowskiemu w tworzeniu Muzeum Kaszubsko-Pomorskiego w Sopocie. Za propolską działalność społeczną był wielokrotnie szykanowany przez władze pruskie, m.in. niemieckim chłopom zakazywano korzystania z jego usług kowalskich i obciążono go nadmiernymi podatkami. Trudności finansowe pokonał dzięki pomocy Banku Kaszubskiego w Wejherowie.
Był organizatorem budowy Domu Ludowego w Kosakowie. Po zakończeniu I wojny światowej był mężem zaufania Komisji Delimitacyjnej – Subkomisji Północnej wytyczającej granicę polsko-niemiecką i Polski z Wolnym Miastem Gdańskiem.
W okresie międzywojennym był członkiem Rady Powiatowej przy Sądzie Pokoju w Wejherowie i naczelnikiem poczty w Kosakowie.
W 1923, po odzyskaniu przez Pomorze niepodległości, został odznaczony Złotym Krzyżem Zasługi, a gen. Józef Haller nazwał go nauczycielem ludu kaszubskiego. 

## Autor
- Dwa uerłe
- Tonący uekręt
- Godki Kaszubskie